# جاكي فيرارا
جاكي فيرارا (بالإنجليزية: Jackie Ferrara)‏ هي نحّاتة أمريكية، ولدت في 17 نوفمبر 1929 في ديترويت في الولايات المتحدة.

## وصلات خارجية
- الموقع الرسمي